# Kantius parallelogramus
Kantius parallelogramus là một loài rêu trong họ Calypogeiaceae. Loài này được Spruce mô tả khoa học đầu tiên năm 1885.